# Combretum tessmannii
Combretum tessmannii là một loài thực vật có hoa trong họ Trâm bầu. Loài này được Gilg ex Engl. mô tả khoa học đầu tiên năm 1921.